# Una donna libera
Una donna libera és una pel·lícula italiana de drama sentimental del 1954 dirigida per Vittorio Cottafavi.

## Trama
Liana, una noia benestant llicenciada en arquitectura, somia amb una vida lliure i independent, per això, després de conèixer el músic Gerardo Villabruna, cancel·la el seu matrimoni amb l'enginyer Fernando i fuig amb ell a Amalfi. Gerardo admet que s’ho va passar bé amb ella, però està ocupat amb la música i ha de fer una llarga gira. Després, Liana marxa a París on troba una feina que no la satisfà, però que almenys hi coneix Massimo, un ric propietari amb qui aviat es casa. També en aquest cas sent el matrimoni més com una gàbia i tan bon punt torna a veure a Gerardo per casualitat, el porta a casa seva. En adonar-se de les seves moltes aventures, el deixa però també deixa el seu marit. Torna a casa del seu pare, després de la mort de la seva mare, per atendre la família que la necessita. De fet, la seva germana Leonora podria cometre el mateix error que ella: marxar amb Gerardo. S'enfronta a la parella però després dispara a l'home i s'entrega a la policia.

## Repartiment
- Françoise Christophe - Liana Franci
- Pierre Cressoy - Gerardo Villabruna
- Gino Cervi - Massimo Marchi
- Elisa Cegani - Mare de Liana
- Lianella Carell - Solange
- Christine Carère - Leonora Franci
- Galeazzo Benti - Sergio Rollini

## Producció
La pel·lícula s’atribueix a la vena de melodrames sentimentals, anomenats comunament "lacrimògens" (strappalacrime), en voga entre el públic italià d’aquella època, rebatejat posteriorment per la crítica amb el terme neorealismo d'appendice.

## Distribució
La pel·lícula es va estrenar al circuit de cinema italià el 29 de desembre de 1954.

## Reconeixement
El 2008 la pel·lícula fou inclosa entre els 100 film italiani da salvare.